# Delos regia
Delos regia är en snäckart som beskrevs av Frank Climo 1973. Delos regia ingår i släktet Delos och familjen Rhytididae. Inga underarter finns listade i Catalogue of Life.